# Wijken en buurten in Menterwolde
De voormalige Nederlandse gemeente Menterwolde is voor statistische doeleinden onderverdeeld in wijken en buurten. De gemeente is verdeeld in de volgende statistische wijken:
- Wijk 00 Zuidbroek (CBS-wijkcode:198700)
- Wijk 01 Noordbroek (CBS-wijkcode:198701)
- Wijk 02 (CBS-wijkcode:198702)
- Wijk 03 (CBS-wijkcode:198703)

Een statistische wijk kan bestaan uit meerdere buurten. Onderstaande tabel geeft de buurtindeling met kentallen volgens het Centraal Bureau voor de Statistiek (2008):
| CBS-buurtcode | Buurtnaam                            | Inwonertal | Opp. totaal (ha) | Opp. land (ha) | Ligging                |
| ------------- | ------------------------------------ | ---------- | ---------------- | -------------- | ---------------------- |
| BU19870000    | Zuidbroek                            | 2310       | 196              | 184            | Locatie in de gemeente |
| BU19870001    | Uiterburen                           | 340        | 76               | 76             | Locatie in de gemeente |
| BU19870002    | Heiligelaan                          | 790        | 47               | 47             | Locatie in de gemeente |
| BU19870003    | Westeind                             | 160        | 86               | 76             | Locatie in de gemeente |
| BU19870005    | W A Schottenweg                      | 80         | 44               | 43             | Locatie in de gemeente |
| BU19870009    | Verspreide huizen Zuidbroek          | 180        | 1432             | 1385           | Locatie in de gemeente |
| BU19870100    | Noordbroek                           | 1730       | 236              | 236            | Locatie in de gemeente |
| BU19870101    | Stootshorn                           | 100        | 219              | 219            | Locatie in de gemeente |
| BU19870109    | Verspreide huizen Noordbroek         | 130        | 2053             | 2041           | Locatie in de gemeente |
| BU19870200    | Meeden                               | 1530       | 286              | 285            | Locatie in de gemeente |
| BU19870203    | Beneden-Veensloot en Boven-Veensloot | 180        | 172              | 172            | Locatie in de gemeente |
| BU19870209    | Verspreide huizen Meeden             | 90         | 1204             | 1196           | Locatie in de gemeente |
| BU19870300    | Muntendam met Oude Verlaat           | 4500       | 238              | 233            | Locatie in de gemeente |
| BU19870302    | Tussenklappen                        | 80         | 52               | 49             | Locatie in de gemeente |
| BU19870303    | Tripscompagnie                       | 130        | 358              | 354            | Locatie in de gemeente |
| BU19870304    | Borgercompagnie (gedeeltelijk)       | 50         | 138              | 138            | Locatie in de gemeente |
| BU19870309    | Verspreide huizen Muntendam          | 100        | 1323             | 1301           | Locatie in de gemeente |